# Жуанот Мартурель
Жуанот Мартурель (кат. Joanot Martorell, між 1405 і 1415, Валенсія — березень або квітень 1468 Чіривелья, Валенсія) — валенсійський письменник, автор першого лицарського роману «Тирант Білий», написаного валенсійською каталонською мовою.

## Біографія
З аристократичної родини. Прожив бурхливе життя, повне подорожей, лицарських боїв і любовних авантюр. До нас дійшли, у формі офіційних послань і завірених герольдами актів, три його виклики на поєдинок. У пошуках арбітра для першого з них, приводом для якого послужило порушення шлюбної обіцянки, даного його сестрі, Мартурель в'їхав у Лондон. До кінця життя зубожів.

## Творчість
Писав листи про свої бойові подвиги, переклав стараанглійську поему «Гі з Варвіка» (під час перебування в Англії), яка частково увійшла в роман «Тирант Білий». Залишився відомий романом «Тирант Білий», про який з похвалою відгукнувся Сервантес в «Дон Кіхоті».

## Відгук Сервантеса
- З нами хресна сила! — Закричав священик. — Як, і Тирант Білий тут? Дайте мені його, друг, це ж скарбниця насолод і поклади утіх. У ньому виведені доблесний лицар дон Кіриелейсон Монтальванський, брат його, Томас Мантальванський, і лицар Фонсека, в ньому зображується битва відважного Тиранта з догом, в ньому описуються хитрості діви Радості, шури-мури вдови Патрафіри і, нарешті, серцева схильність імператриці до її конюха Іполита. Запевняю вас, любий друже, що в міркуванні складу це найкраща книга в світі. Лицарі тут їдять, сплять, помирають на своєму ліжку, перед смертю складають заповіт, і ще в ній багато такого, що в інших книгах цього сорту відсутня. З усім тим автор її навмисне нагородив стільки всяких дурниць, що його слід було б засудити до довічної каторги . Візьміть її з собою, прочитайте, і ви побачите, що я сказав про неї справжню правду.

## Визнання
Роман Мартуреля перевидається дотепер, а в іспаномовному світі існують його переклади для дітей. Майстерність Мартуреля пильно аналізує Маріо Варгас Льоса. Фільм за романом зняв каталонський кінорежисер Вісенте Аранда (2006, серед інших, у фільмі зайняті Вікторія Абриль і Джанкарло Дженніне).